# Dorylus bishyiganus
Dorylus bishyiganus é uma espécie de formiga do gênero Dorylus.